# 베트남 전쟁 시기 한국군에 의한 민간인 학살 진상규명을 위한 시민평화법정

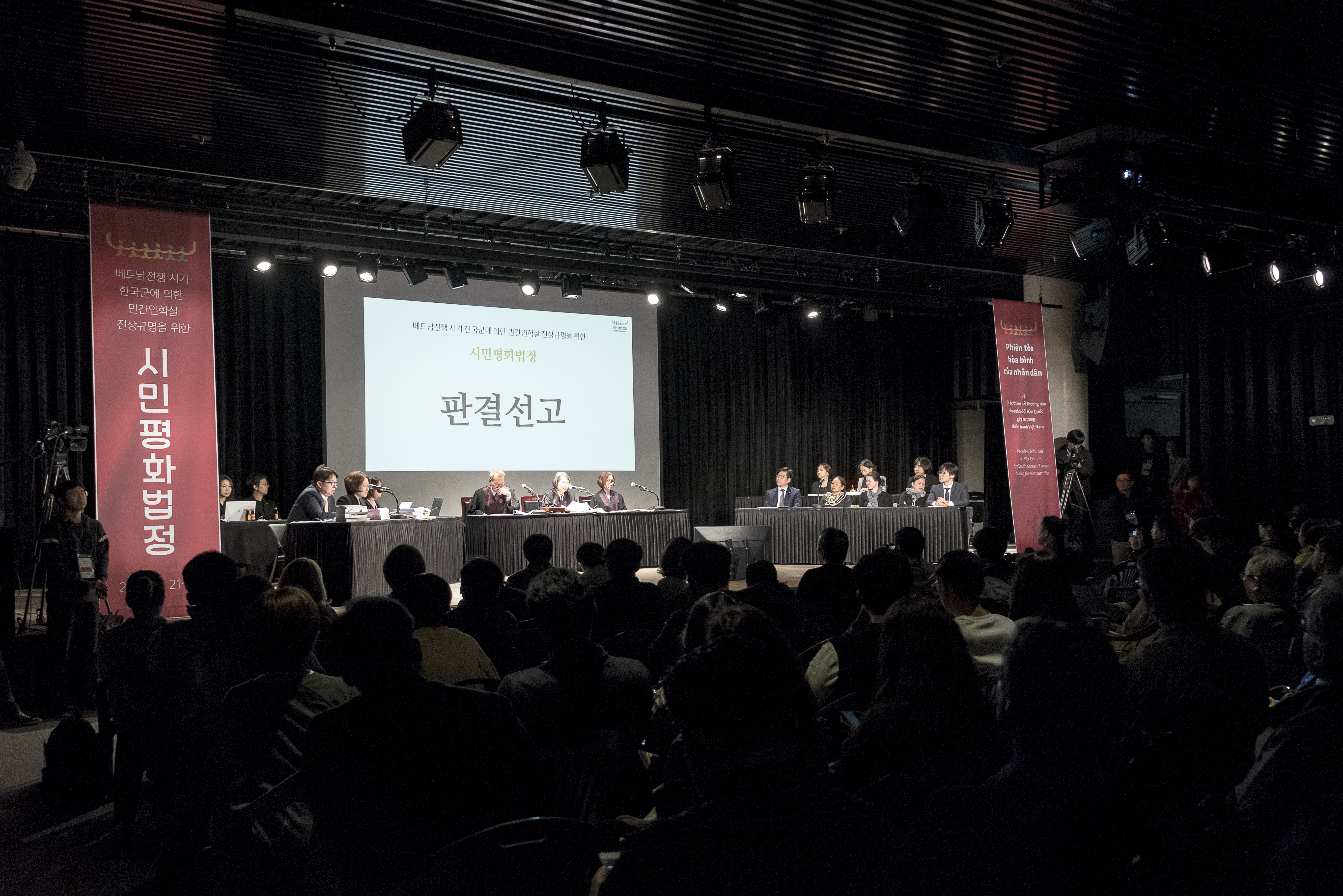
시민평화법정

베트남전쟁 시기 한국군에 의한 민간인 학살 진상규명을 위한 시민평화법정(People's Tribunal on War Crimes by South Korean Troops during the Vietnam War, 베트남전 시민평화법정)은 2018년 4월 21일부터 4월 22일까지 열린 민간 모의법정이다. 1968년 베트남 꽝남 성에서 있었던 퐁니·퐁넛 마을 학살 사건의 생존자 응우옌 티 탄과 하미 마을 학살 사건의 생존자 응우옌 티 탄을 원고로, 대한민국 정부를 피고로 하여 베트남 전쟁 당시 한국군에 의해 저질러진 민간인 학살의 책임을 묻는 법정이었다. 주심을 맡은 김영란 전 대법관은 "중대한 인권침해이자 전쟁범죄의 성격을 띠는 사건"으로서 대한민국 정부에 책임이 있음을 선고하였다.

## 배경
2000년대 초부터 베트남 전쟁 당시 한국군에 의한 민간인 학살에 대한 보도와 이에 따른 시민 운동이 꾸준히 있었다.
2017년 11월 21일 민주사회를 위한 변호사 모임(민변), 한베평화재단, 베트남평화의료연대, 한국정신대문제대책협의회 등의 시민단체들은 2000년 일본 도쿄에서 일본의 시민단체들이 마련하였던 시민법정인 《일본군 ‘위안부’ 여성국제전범법정》을 롤 모델로 하여 베트남전 민간인 학살에 대한 시민평화법정을 열기로 하고 준비위원회를 결성하였다. 시민평화협정 준비위원회는 소송에 필요한 자료를 준비하고 현장조사와 증언을 청취하였으며 법정의 개최를 위한 기금 모금을 진행하였다.
시민평화협정 준비위는 학살이 있었던 베트남 현지에서 피해자들의 증언을 청취하였고, 참전 군인들의 증언도 청취하였다. 특히 참전 군인의 이야기를 들으며 그 동안 "자유 수호"와 같은 거대한 이야기에 가려져 보이지 않았던 "죽이거나 죽는 상황에서 살아남기 위해 변해가는 자신을 낯설어하다가, 부상입고 한국에 돌아와서도 제대로 된 보상도 못 받은 채 힘들게 세월을 버텨온 한 남자"의 이야기였다는 소회를 밝혔다.

## 원고와 피고의 주장

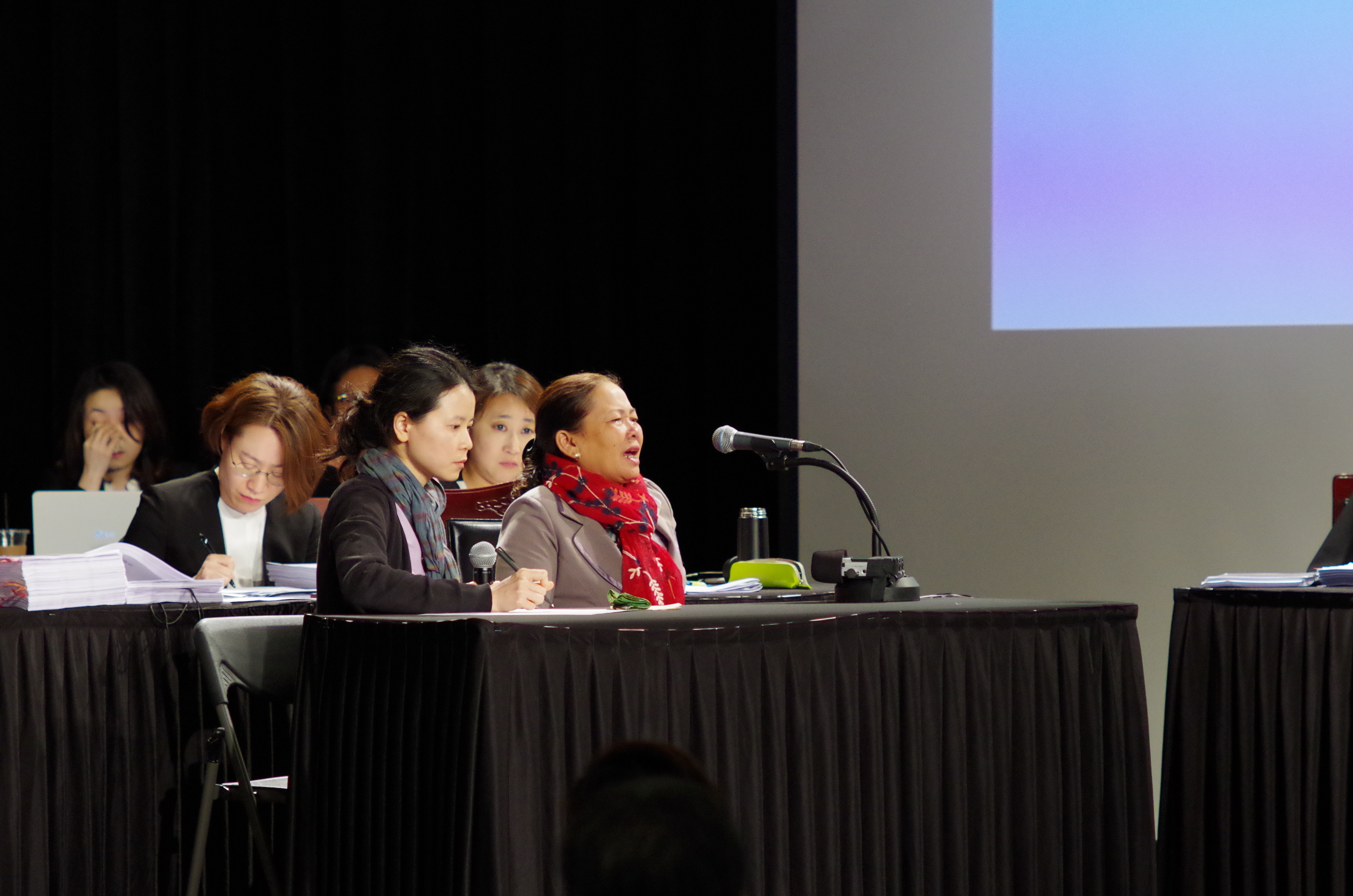
증언하고 있는 퐁니 마을의 학살 생존자 응우옌 티 탄

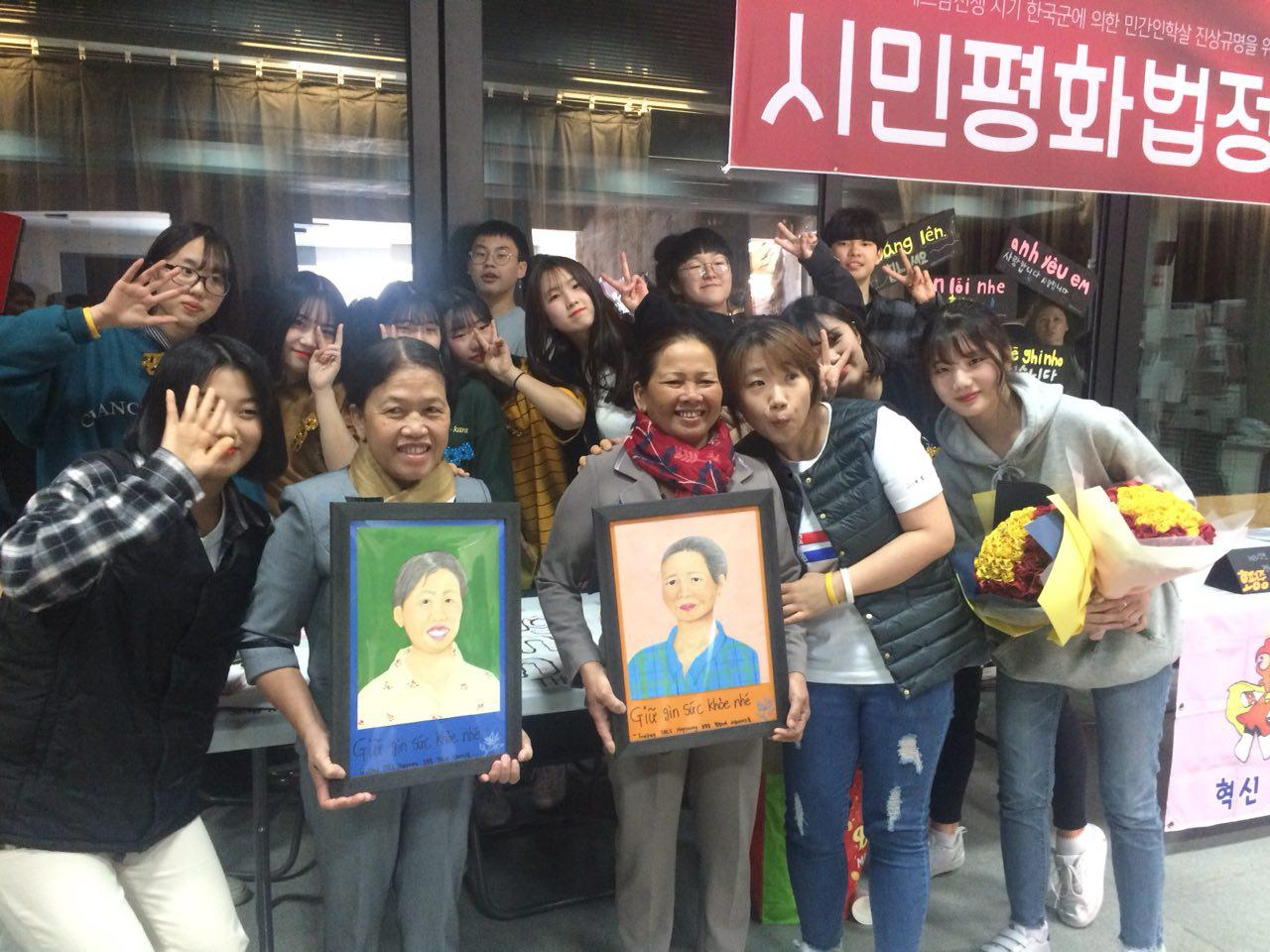
시민평화법정에 참여한 두 명의 응우옌 티 탄

베트남전 시민평화법정의 원고는 퐁니·퐁넛 마을 학살 사건의 생존자 응우옌 티 탄과 하미 마을 학살 사건의 생존자 응우옌 티 탄으로 민변 소속의 변호사들이 소송대리인을 맡았다. 피고는 대한민국 정부로 시민평화법정 준비위원회 측은 정부의 공정한 반론권을 보장하기 위해 재판의 자료를 비롯한 출석 요구서를 송달하였으나 정부는 아무런 반응을 보이지 않았으며 출석하거나 참관하지도 않았다. 대신 민변 소속의 변호사들로 구성된 피고측 소송대리인들이 대한민국 정부를 방어하였다.
민간인 학살 범죄는 국제법과 대한민국의 형법 모두에서 형사 소송의 이유가 된다. 그러나 학살이 일어난 지 50년이 지나 실재 법리를 따질 경우 소멸 시효가 문제가 된다는 점과, 법정의 목적이 역사적 사실을 규명하기 위한 것이고 현장에 있었던 군인 개개인의 책임을 묻고자 하는 것은 아니라는 이유에서, 학살 과정에서 상해를 입은 사람과 사망한 사람의 유족이 원고가 되는 국가배상소송의 형태로 열였다. 대상 사건은 원고들이 직접 피해를 입은 퐁니·퐁넛 마을 학살 사건과 하미 마을 학살 사건으로 한정하였다. 두 사건의 피해자들은 2018년 4월 19일 국회에서 기자회견을 열고 학살 가해자의 사과를 요구하였다.
재판의 과정에서 원고인 피해자들이 자신들의 피해 상황을 공개 증언하였고, 원고측 소송대리인은 사건 당시 한국군의 작전 기록에 명시된 한국군의 이동 경로와 피해 지역이 일치하는 점, 사진과 기록을 비롯한 그 동안 발견된 증거, 대한민국 정부가 당시 이미 조사를 하였으나 그 기록을 공개하지 않고 있는 상황 등을 들어 대한민국 정부의 책임을 주장하였다.
한편 대한민국 정부를 방어한 피고측 소송대리인은 기록의 모호함, 가해자를 한국군으로만 특정할 수는 없는 문제, 민간인과 비정규군을 쉽게 구분할 수 없는 베트남 전쟁 당시 작전의 특수성, 설사 개별 군인의 과오나 범죄가 있었다 하더라도 이를 국가가 일괄 책임질 수는 없다는 취지의 변호를 하였다.
이날 공개된 동영상 증언에서 익명의 참전 군인은 민간인 사살을 직접 목격한 사실을 증언하면서, 군의 일부가 저지른 잘못을 인정하지 못하여 참전 군인 전체가 비난을 받게 되는 것이야 말로 군의 명예를 실추시키는 일이며 참된 군인이라면 잘잘못을 분명히 가려야 할 것이란 취지의 증언을 하였다. 피고측 변호인 역시 연인원 32만명 이상이 동원되어 수 만 건 이상의 작전을 수행하는 가운데 민간인 학살이 일어난 것은 극히 이례적인 일이며 이 때문에 참전 군인 전체가 비난을 받을 수는 없을 것이라고 주장하였다.

## 판결

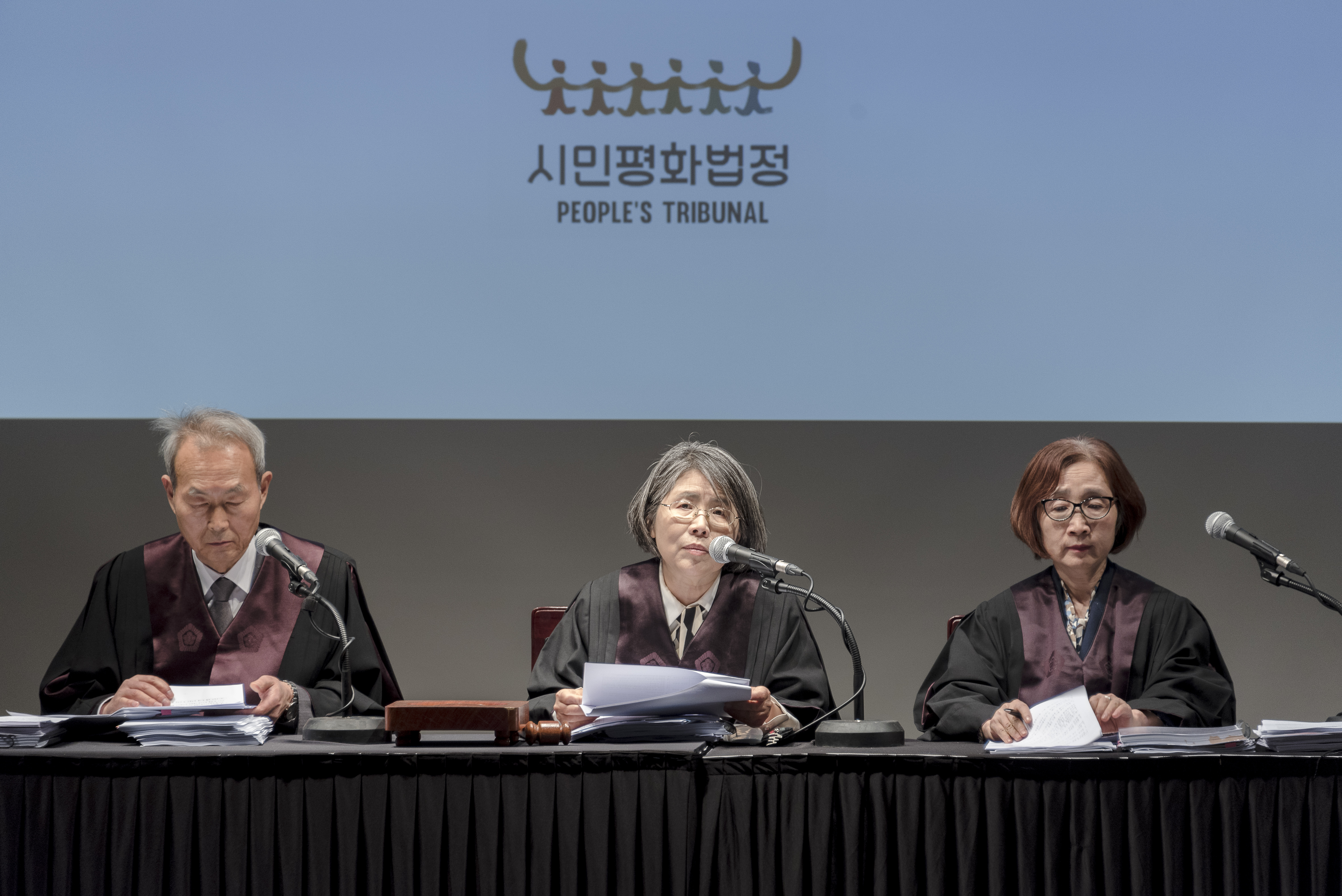
선고의 이유를 설명하는 김영란 재판관

전 대법관인 김영란과 민변 소속의 이석태, 양현아 변호사가 베트남전 시민평화법정의 재판부를 구성하였으며 4월 22일 재판 종료와 함께 약식 판결문을 발표하였다. 재판부는 이 판결문에서 다음과 같이 주문하였다.

1. 피고 대한민국은 원고들에게
가. 국가배상법 제3조에서 정한 배상기준에 따른 배상금을 각 지급하고,
나. 법적 책임 인정 및 원고들의 존엄, 명예 및 권리를 회복시키는 조치를 포함하는 공식 선언을 하라.
2. 피고 대한민국에게 1964년부터 1973년까지 사이에 베트남 지역에서 피고 대한민국 군대에 의해 베트남 민간인에 대한 살인, 상해, 폭행, 성폭력 등 일체의 불법행위가 일어났는지 여부에 관한 진상조사를 실시할 것을 권고한다.
3. 피고 대한민국은 서울 용산구 이태원로 29(용산동 1가 8번지) 소재 전쟁기념관을 포함한 대한민국 군대의 베트남 전쟁 참전을 홍보하고 있는 모든 공공시설과 공공구역에 대한민국 군대가 원고들에게 불법행위를 하였다는 사실 및 제2항에 따른 진상조사 결과를 함께 전시하고, 향후 대한민국 군대의 베트남 전쟁 참전을 홍보하는 공공시설과 공공구역을 설치할 경우에도 같은 조치를 취하라.

정식 판결문은 2018년 6월 배포되었다.

## 이후
베트남전 시민평화법정은 모의법정으로 아무런 법적 구속력이 없다. 실재 재판이 열릴 경우 가장 큰 걸림돌은 공소 시효의 소멸이다. 시민평화법정 측은 공소 시효를 없애는 특별법이 필요하다고 주장하였다. 또한, 민변은 1968년 당시 퐁니 퐁넛 마을 사건을 조사하였던 중앙정보부의 자료 공개를 청구하는 소송을 준비중이다.
원고로서 참여한 두 명의 응우옌 티 탄은 한국의 현대사에서 있었던 학살의 아픔에 공감하기 위해 제주특별자치도를 방문하여 제주 4·3 사건의 생존자와 만남을 가졌다.

## 학술 대회
법정이 열리기 하루 전 시민평화법정 준비위원회는 국제학술대회를 열었다. 기조 발제를 맡은 하민홍 호치민시 인문사회학과대학교 역사학과 교수는 한국군이 베트남전 참전에서 대대급 이상의 대규모 작전 1,170회와 556,000번 이상의 소규모 부대 단위 작전을 실시하면서 5,000 여명의 한국군이 전사하고 부상은 11,000명에 달했으며, "소리 없고 느린 총탄"으로 불리는 고엽제의 후유증에 시달리는 사람도 10만명에 달한다고 언급하면서 한국군 역시 전쟁의 피해자인 측면이 있다고 지적하였다. 그러나 그는 한국군이 저지른 학살의 책임은 피할 수 없으며 "나도 피해자"라는 입장에서 벗어나야 한다고 주장하였다.
이날 학술 대회에서는 베트남 전쟁의 동시대성과 일본의 전후 가해경험 고백 사례, 그리고 대한민국의 참전 군인을 인터뷰한 결과 등이 발표되었다.

## 같이 보기
- 퐁니·퐁넛 마을 학살 사건
- 하미 마을 학살 사건
- 빈호아 학살
- 대한민국군 베트남전 참전